# Verwaltungsgliederung Ruandas

Aktuelle Verwaltungsgliederung

Die Verwaltungsgliederung Ruandas wurde ab 2001 dezentralisiert und zuletzt am 1. Januar 2006 reformiert. Seither ist das Land in fünf Provinzen (Kinyarwanda: Intara) gegliedert. Diese unterteilen sich weiter in 30 Distrikte (Singular Akarere, Plural Uturere), 416 Sektoren (Sg. Umurenge, Pl. Imirenge), 2.148 Zellen (Sg. Akagari, Pl. Utugari) sowie 14.837 Dörfer (Sg. Umudugudu, Pl. Imidugudu).
Vor dem 1. Januar 2006 bestand Ruanda aus zwölf Provinzen (die bis 2002 Präfekturen genannt wurden). Die Grenzen sind bewusst so angelegt, dass die einzelnen Provinzen ethnisch gemischt sind. Durch die Verwaltungsreform soll – wie durch die Wahl einer neuen Flagge, Nationalhymne etc. – ein Schlussstrich unter die jüngere Vergangenheit des Landes mit dem Genozid 1994 gezogen werden. Die Provinzen werden jeweils von einem Gouverneur geleitet, der per Präsidialdekret oder Kabinettsbeschluss ernannt wird.

## Aktuelle Verwaltungsgliederung

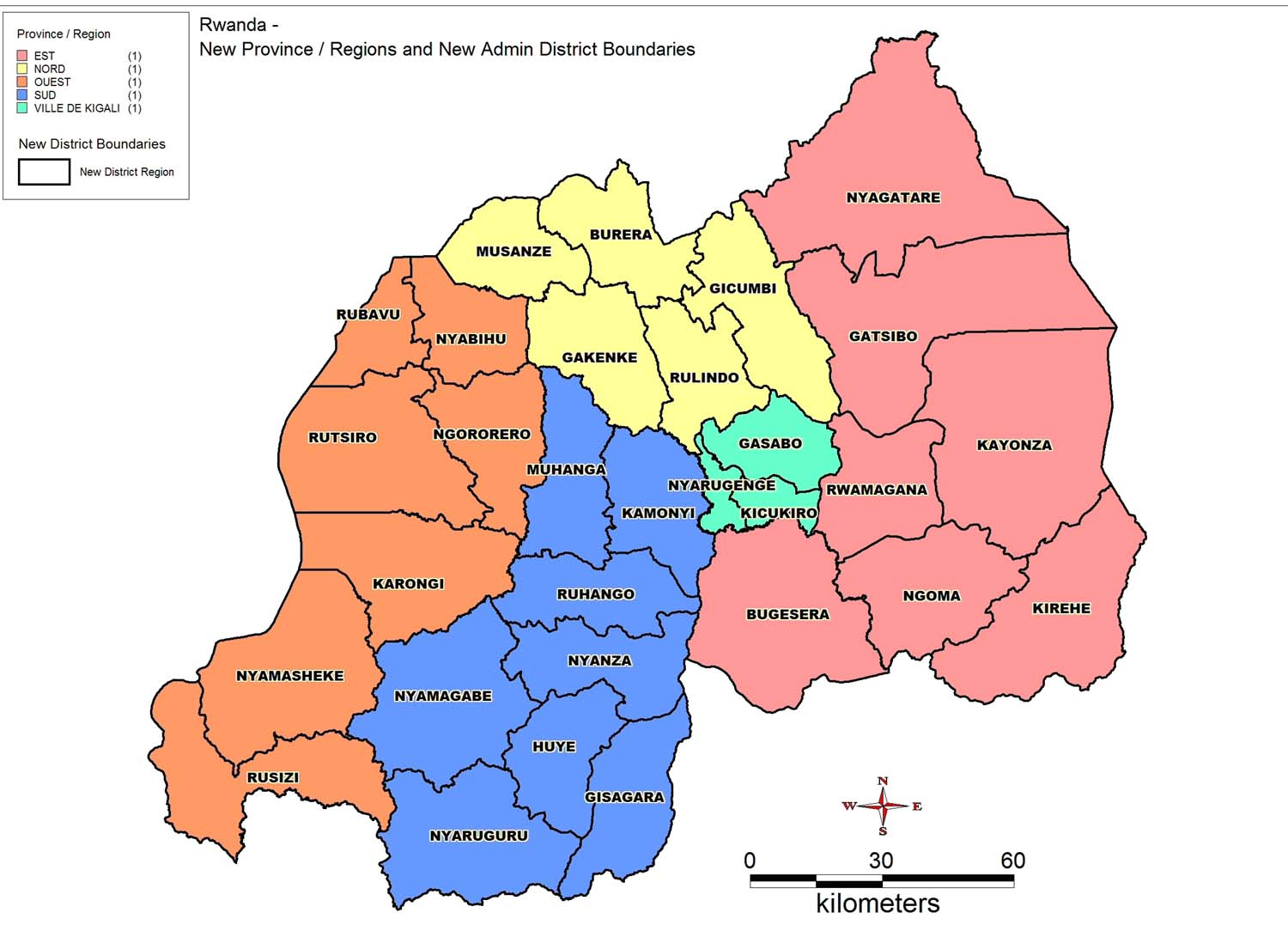
Aktuelle Verwaltungsgliederung mit Provinzen und Distrikten

Die gegenwärtigen fünf Provinzen sind:
| Deutsch | Kinyarwanda             | Englisch | Französisch | Hauptort                  |
| ------- | ----------------------- | -------- | ----------- | ------------------------- |
| Kigali  | Umujyi wa Kigali        |          |             | Kigali (Landeshauptstadt) |
| Nord    | Intara y'Amajyaruguru   | North    | Nord        | Byumba                    |
| Ost     | Intara y'Iburasirazuba  | East     | Est         | Rwamagana                 |
| Süd     | Intara y'amajyepfo      | South    | Sud         | Nyanza                    |
| West    | Intara y'Iburengerazuba | West     | Ouest       | Kibuye                    |

## Ehemalige Verwaltungsgliederung (2002–2006)

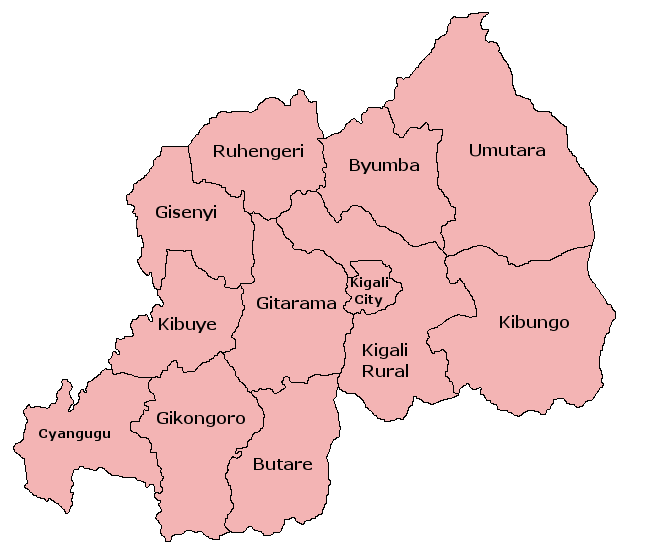
Ehemalige Verwaltungsgliederung

Die früheren Provinzen und Distrikte von 2002 bis 2006 waren:
- Provinz Butare: Butare, Save, Mugombwa, Kibingo, Nyakizu, Maraba, Kiruhura, Nyanza, Nyamure, Gikonko
- Provinz Byumba: Byumba, Kisaro, Kinihira, Bungwe, Rushaki, Rebero, Distrikt Ngarama, Humure, Rwamiko
- Provinz Cyangugu: Cyangugu, Impala, Nyamasheke, Gatare, Bukunzi, Bugarama, Gashonga
- Provinz Gikongoro: Gikongoro, Mubuga, Nshili kivu, Mudasomwa, Mushubi, Kaduha, Karaba, Rwamiko
- Provinz Gisenyi: Gisenyi, Cyanzarwe, Mutura, Gasiza, Kageyo, Nyagisagara, Gaseke, Kayove, Kanama, Nyamyumba
- Provinz Gitarama: Gitarama, Ruyumba, Ntongwe, Ruhango, Kabagari, Ntenyo, Muhanga, Ndiza, Kayumbu, Kamonyi
- Provinz Kibungo: Kibungo, Kigarama, Mirenge, Rwamagana, Muhazi, Kabarondo, Cyarubare, Rukira, Nyarubuye, Rusumo
- Provinz Kibuye: Kibuye, Gisunzu, Rutsiro, Budaha, Itabire, Rusenyi
- Provinz Kigali: Nyarugenge, Nyamirambo, Butamwa, Gisozi, Kacyiru, Kanombe, Kicukiro, Gikondo
- Provinz Kigali Rural: Kabuga, Bicumbi, Gashora, Ngenda, Nyarnata, Shyorongi, Rushashi, Rulindo, Buliza, Gasabo
- Provinz Ruhengeri: Ruhengeri, Bugarura, Nyarutovu, Bukonya, Buhoma, Mutobo, Kinigi, Bukamba, Butaro, Cyeru, Nyamugali
- Provinz Umutara: Umutara, Bugaragara, Kabarore, Gabiro, Rukara, Murambi, Kahi, Muvumba

## Ehemalige Verwaltungsgliederung (vor 2002)

Ehemalige Verwaltungseinheiten in Ruanda im Jahr 1994

Vor 2002 war Ruanda in die folgenden Präfekturen unterteilt:
- Präfektur Butare
- Präfektur Byumba
- Präfektur Cyangugu
- Präfektur Gikongoro
- Präfektur Gisenyi
- Präfektur Gitarama
- Präfektur Kibungo
- Präfektur Kibuye
- Präfektur Kigali Ville
- Präfektur Kigali Rural
- Präfektur Ruhengeri

Aus Teilen der Präfekturen Byumba und Kibungo entstand später die Präfektur Umutara.

## Ehemalige Verwaltungsgliederung (Kolonialzeit)

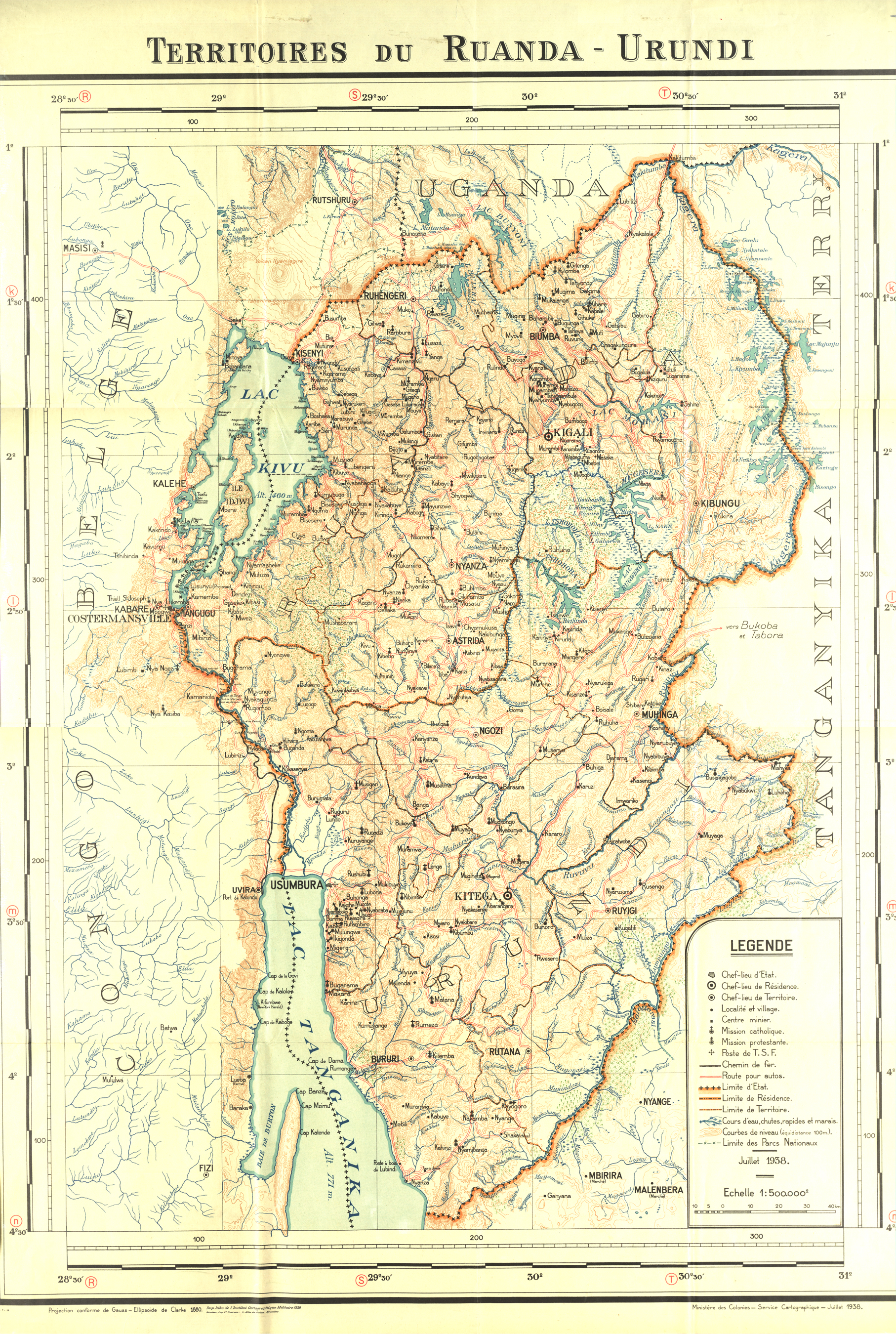
Karte von Ruanda-Urundi mit Territorien (ca. 1930er Jahre)

Zur Kolonialzeit wurde Ruanda in folgende acht Territorien unterteilt:
- Astrida
- Biumba
- Kibungu
- Kigali
- Kîsenyi
- Nyanza
- Ruhengeri
- Shangugu